# Jim Morgan
James Emil Morgan, detto Jim (Leslie County, 13 giugno 1934 – 29 settembre 2019), è stato un cestista e allenatore di pallacanestro statunitense.

## Carriera
Ha militato quattro stagioni nella Stivers High School, ed al termine della sua ultima stagione è stato selezionato dalla Associated Press al numero 1 della classifica dei giocatori dell'Ohio. Trasferitosi alla University of Louisville nel 1953, si distinse per le sue ottime capacità nel tiro dalla distanza. Con i Cardinals vinse il National Invitation Tournament 1956, e l'anno successivo venne selezionato dai Syracuse Nationals al Draft NBA 1957 come 17ª scelta assoluta.
Morgan tuttavia declinò l'offerta dei Nationals e lasciò il basket giocato, allenando la Stebbins High School per nove stagioni. Ha poi intrapreso l'attività di allevatore e allenatore di cavalli.